# Coptodactyla storeyi
Coptodactyla storeyi là một loài bọ cánh cứng trong họ Bọ hung (Scarabaeidae).